# 米氏酮
米氏酮（也称为4,4'-二(N,N-二甲氨基)二苯基甲酮，4,4'-Bis(N,N-dimethylamino)benzophenone）是一种有机化合物，化学式为((CH3)2NC6H4)2C=O，是一种二苯基甲酮衍生物，可作为甲基紫合成的中间体，还用作光敏剂。